# Wspólnota administracyjna Schiltach
Wspólnota administracyjna Schiltach – wspólnota administracyjna (niem. Vereinbarte Verwaltungsgemeinschaft) w Niemczech, w kraju związkowym Badenia-Wirtembergia, w rejencji Fryburg, w regionie Schwarzwald-Baar-Heuberg, w powiecie Rottweil. Siedziba wspólnoty znajduje się w mieście Schiltach, przewodniczącym jej jest Thomas Haas.
Wspólnota administracyjna zrzesza jedno miasto i jedną gminę:
- Schenkenzell, 1778 mieszkańców, 42,14 km²
- Schiltach, miasto, 3875 mieszkańców, 34,22 km²